# Kleinflaske
Inden for matematik er en kleinflaske et eksempel på en ikke-orientabel overflade; det er en 2D mangfoldighed. Den har kun én overflade, hvorfra man kan bevæge sig hele vejen ind i flasken og ud igen, uden at krydse nogle kanter. Det er således et én-sidet objekt. 
En kleinflaske der skæres over på midten vil resultere i ét højredrejet og ét venstredrejet möbiusbånd.
Kleinflasken blev beskrevet første gang i 1881 af den tyske matematiker Felix Klein. Den blev muligvis først navngivet Kleinsche Fläche ("Klein overflade") og blev så misfortolket som Kleinsche Flasche ("Klein flaske"), hvilket til sidst har gjort, at man har adopteret dette navn på tysk også.